# Mario Mellado García
Mario Mellado García fue un político poblano que fue gobernador de esa entidad y ocupó varios cargos de relevancia local y nacional. Fue militante del Partido Revolucionario Institucional y tuvo relevancia en el escenario estatal en las décadas de los 1960 y 1970.
Fue el octagésimo octavo gobernador del Estado de Puebla (del 23 de marzo al 14 de abril de 1972), cargo que ocupó en sustitución del Gral. y Dr. Rafael Moreno Valle, gobernador constitucional electo para el período 1969-1975, cargo al cual renunció apenas cuatro años después de haber tomado posesión.
El Lic. Mellado fue un importante jurista y abogado, y ocupó durante varios períodos de gobierno la presidencia del Honorable Tribunal Superior de Justicia del Estado de Puebla.

## Profesión

### Actividades partidistas
- Militante activo del Partido Revolucionario Institucional.
- Miembro del Consejo Político Estatal del Partido Revolucionario Institucional.
- Miembro del Consejo Político Nacional del Partido Revolucionario Institucional.

### Cargos oficiales
- Juez Federal en el Estado de Michoacán.
- Juez Federal en el Estado de Puebla.
- Secretario General de Gobierno del Estado de Puebla (1969-1972).
- Gobernador provisional del Estado de Puebla, en sustitución del Gral. y Dr. Rafael Moreno Valle (1972).
- Magistrado Presidente del Honorable Tribunal Superior de Justicia del Estado de Puebla durante dos períodos de gobierno estatal (1972-1975 y 1975-1981).
- Secretario de Gobernación del Estado de Puebla (1981-1984).
- Magistrado Presidente de la Primera Sala del Honorable Tribunal Superior de Justicia del Estado de Puebla (1984-1993).